# Ostrocerca complexa
Ostrocerca complexa är en bäcksländeart som först beskrevs av Peter Walter Claassen 1937.  Ostrocerca complexa ingår i släktet Ostrocerca och familjen kryssbäcksländor. Inga underarter finns listade i Catalogue of Life.